# 小盧卡
49°22′4″N 26°13′53″E / 49.36778°N 26.23139°E
小盧卡（烏克蘭語：Мала Лука），是烏克蘭的村落，位於該國西部捷爾諾波爾州，由喬爾特基夫區負責管轄，處於茲布魯奇河右岸，距離科科申齊3公里，始建於1564年，面積2.12平方公里，2001年人口446。